# Harmonische Funktion

Eine harmonische Funktion definiert auf einem Kreisring.

In der Analysis heißt eine reellwertige, zweimal stetig differenzierbare Funktion harmonisch, wenn die Anwendung des Laplace-Operators auf die Funktion null ergibt, die Funktion also eine Lösung der Laplace-Gleichung ist. Das Konzept der harmonischen Funktionen kann man auch auf Distributionen und Differentialformen übertragen.

## Definition
Sei {\displaystyle U\subseteq \mathbb {R} ^{n}} eine offene Teilmenge. Eine Funktion {\displaystyle f\colon U\rightarrow \mathbb {R} } heißt harmonisch in {\displaystyle U}, falls sie zweimal stetig differenzierbar ist und für alle {\displaystyle x\in U}
{\displaystyle \Delta f(x)=0}
gilt. Dabei bezeichnet {\displaystyle \Delta ={\tfrac {\partial ^{2}}{\partial x_{1}^{2}}}+{\tfrac {\partial ^{2}}{\partial x_{2}^{2}}}+\cdots +{\tfrac {\partial ^{2}}{\partial x_{n}^{2}}}} den Laplace-Operator.

## Mittelwerteigenschaft
Die wichtigste Eigenschaft harmonischer Funktionen ist die Mittelwerteigenschaft, welche äquivalent ist zur Definition:
Eine stetige Funktion {\displaystyle f\colon U\rightarrow \mathbb {R} } ist genau dann harmonisch, wenn sie die Mittelwerteigenschaft erfüllt, das heißt, wenn
{\displaystyle f(x)={\frac {1}{r^{n-1}\omega _{n-1}}}\int _{\partial B(x,r)}f(y)\mathrm {d} \sigma (y)}
für alle Kugeln {\displaystyle \ B(x,r)} mit {\displaystyle {\overline {B}}(x,r)\subset U}. Hierbei bezeichnet {\displaystyle \omega _{n-1}} den Flächeninhalt der {\displaystyle (n-1)}-dimensionalen Einheitssphäre (siehe Inhalt und Volumen der Einheitssphäre).

## Weitere Eigenschaften
Die weiteren Eigenschaften der harmonischen Funktionen sind größtenteils Konsequenzen der Mittelwerteigenschaft.
- Maximumprinzip: Im Innern eines zusammenhängenden Definitionsgebietes {\displaystyle U} nimmt eine harmonische Funktion ihr Maximum und ihr Minimum nie an, außer wenn sie konstant ist. Besitzt die Funktion zudem eine stetige Fortsetzung auf den Abschluss {\displaystyle {\overline {U}}}, so werden Maximum und Minimum auf dem Rand {\displaystyle \partial U} angenommen.
- Glattheit: Eine harmonische Funktion ist beliebig oft differenzierbar. Dies ist insbesondere bei der Formulierung mit Hilfe der Mittelwerteigenschaft bemerkenswert, wo nur die Stetigkeit der Funktion vorausgesetzt wird.
- Abschätzung der Ableitungen: Sei {\displaystyle f} harmonisch in {\displaystyle U}. Dann gilt für die Ableitungen
{\displaystyle \left|D^{\alpha }f(x)\right|\leq {\frac {\left(2^{n+1}n|\alpha |\right)^{|\alpha |}}{v_{n}}}\left\|f\right\|_{L^{1}(B(x,r))},}
wobei {\displaystyle v_{n}} das Volumen der {\displaystyle n}-dimensionalen Einheitskugel bezeichnet.
- Analytizität: Aus der Abschätzung der Ableitungen folgt, dass jede harmonische Funktion in eine konvergente Taylorreihe entwickelt werden kann.
- Satz von Liouville: Eine beschränkte harmonische Funktion {\displaystyle f\colon \mathbb {R} ^{n}\rightarrow \mathbb {R} } ist konstant.
- Harnack-Ungleichung: Für jede zusammenhängende, offene und relativ kompakte Teilmenge {\displaystyle V\subset \subset U} gibt es eine Konstante {\displaystyle C\geq 0}, die nur von dem Gebiet {\displaystyle V} abhängt, so dass für jede in {\displaystyle U} harmonische und nichtnegative Funktion {\displaystyle f}
{\displaystyle \sup _{V}f\leq C\inf _{V}f}
gilt.
- Im Sonderfall {\displaystyle n=2} für ein einfach zusammenhängendes Gebiet {\displaystyle U\subset \mathbb {R} ^{2}\cong \mathbb {C} } können die harmonischen Funktionen als Realteile analytischer Funktionen einer komplexen Variablen aufgefasst werden.
- Jede harmonische Funktion ist auch eine biharmonische Funktion.

## Beispiel
Die Grundlösung
{\displaystyle S(x):=\left\{{\begin{array}{ll}-{\frac {1}{2\pi }}\ln |x|\ ,&n=2\ ,\\{\frac {1}{(n-2)\omega _{n}}}{\frac {1}{\|x\|^{n-2}}}\ ,&n\geq 3\ ,\\\end{array}}\right.}
ist eine auf {\displaystyle \mathbb {R} ^{n}\setminus \{0\}} harmonische Funktion, worin {\displaystyle \omega _{n}} das Maß der Einheitssphäre im {\displaystyle \mathbb {R} ^{n}} bezeichnet. Versehen mit dieser Normierung spielt die Grundlösung eine fundamentale Rolle in der Theorie zur Poisson-Gleichung.

## Verallgemeinerungen
Polyharmonische Funktionen sind bis zur 2m-ten Ordnung der Ableitung stetige Lösungen der Differentialgleichung:
{\displaystyle {\Delta }^{m}f=0}
Für {\displaystyle m=2} (Biharmonische Funktion) taucht die Differentialgleichung in der Theorie der elastischen Platten auf (Gustav Kirchhoff).